# روهلند
شهر روهلند (به آلمانی: Ruhland) در ایالت برندنبورگ در کشور آلمان واقع شده‌است.